# Шаря
Шаря (на руски: Шарья) е град в Русия, административен център на Шарински район, Костромска област. Населението на града към 1 януари 2018 е 23 976 души.